# Jürgen Wolters (Schauspieler)
Jürgen Wolters (* 1946) ist ein deutscher Schauspieler, Hörspiel- und Synchronsprecher.

## Leben
Über das Leben des 1946 geborenen Jürgen Wolters sind nur lückenhafte Informationen vorhanden. Von 1972 bis 1976 besuchte er die Schauspielschule der Theaterhochschule „Hans Otto“ Leipzig. In einigen Produktionen von Filmgesellschaften und Fernsehsendern stand er vor der Kamera. In verschiedenen Theatern stand er auf der Bühne. Nach der Wende wirkte er hauptsächlich als Synchron- und Hörspielsprecher sowie als Sprecher in Videospielen.

## Filmografie
- 1978: Polizeiruf 110: Schuldig (Fernsehreihe)
- 1988: Polizeiruf 110: Der Kreuzworträtselfall
- 1990: Polizeiruf 110: Tödliche Träume
- 1990: Spreewaldfamilie (Fernsehserie, 1 Episode)
- 1993: Rosenemil
- 1996: Tresko – Im Visier der Drogenmafia (Fernsehreihe)

## Theater
- 1979: Athol Fugard/John Kani/Winston Ntshona: ISizwe Bansi ist tot (Styles/Buntu) – Regie: Thilo Henze (Landestheater Altenburg)
- 1980: Henrik Ibsen: Hedda Gabler (Jörgen Tesman) – Regie: Thilo Henze (Landestheater Altenburg)
- 1983: Sophokles: Elektra – Regie: Christian Bleyhoeffer (Landestheater Altenburg)
- 1984: Boris Wassiljew: Schießt nicht auf weiße Schwäne – Regie: Frank Hofmann (Thomas-Müntzer-Theater Eisleben)
- 1986: Bertolt Brecht: Die Kleinbürgerhochzeit – Regie: Rainer Eigendorff (Theater Zeitz)
- 1990: Neil Simon: Barfuß im Park – Regie: Jürgen Wölffer (Komödie am Kurfürstendamm Berlin)
- 1995: Herb Gardner: Gespräche mit meinem Vater – Regie: Peter Kühn (Renaissance-Theater Berlin)

## Hörspiele
- 1974: Rainer Lindow: Mögen Sie Stiefmütterchen (Riese) – Regie: Barbara Plensat (Hörspiel – Rundfunk der DDR)
- 1974: Joachim Nowotny: Ein altes Modell (Fahrer) – Regie: Walter Niklaus (Hörspiel – Rundfunk der DDR)
- 1975: Grace Ogot: Bevor der Regen kam (Junger Mann) – Regie: Manfred Täubert (Kinderhörspiel – Rundfunk der DDR)
- 1975: Karlheinz Klimt: Andreas und der Knochenmann (Schefferle) – Regie: Rüdiger Zeige (Hörspiel – Rundfunk der DDR)
- 1976: Guy de Maupassant: Die Strafe (Louis) – Regie: Walter Niklaus (Hörspiel – Rundfunk der DDR)
- 1976: Ulrich Waldner: Es regnet – Regie: Klaus Zippel (Hörspiel aus der Reihe Tatbestand – Rundfunk der DDR)
- 1977: Manfred Thiele: Joseph Weydemeyer (Rollings) – Regie: Walter Niklaus (Hörspiel – Rundfunk der DDR)
- 1977: Dorothy L. Sayers: In die Irre geführt – Regie: Klaus Zippel (Kriminalhörspiel/Kurzhörspiel – Rundfunk der DDR)
- 1985: Jan Eik: Operationsbefund negativ (Volkspolizist) – Regie: Walter Niklaus (Kriminalhörspiel/Kurzhörspiel – Rundfunk der DDR)
- 1985: Mats Traat: Es wollte einer nicht Herr sein (Offizier) – Regie: Walter Niklaus (Hörspiel – Rundfunk der DDR)
- 1989: Gerd Elmar König: Achsenbruch (Busfahrer) – Regie: Barbara Plensat (Kurzhörspiel – Rundfunk der DDR)
- 1990: Wolfgang Mahlow: Das Zweimannzelt (Vater) – Regie: Rüdiger Zeige (Kinderhörspiel/Kurzhörspiel – Rundfunk der DDR)
- 1990: Sabine Heinrich: Glückspalmen (Dr. Waldow) – Regie: Detlef Kurzweg (Kriminalhörspiel/Kurzhörspiel – Rundfunk der DDR)
- 2011: Heiko Martens: Friedhof der Namenlosen (Friedhofsverwalter Malina) – Regie: Christian Hagitte/Simon Bertling (Kriminalhörspiel aus der Reihe Prof. Siegmund Freud – STIL Musik & Hörspiel)
- 2018: Tsugumi Ohba: Geliebter Feind – Regie: ? (Horror-Hörspiel aus der Reihe Death Note 3 – Lübbe Audio)

## Synchronisation

### Filme
- 1991: Max Jones als Boxer #2 in Hot Shots! – Die Mutter aller Filme
- 1991: Bill Moseley als Luke in Wolfsblut
- 1993: Bob Minor als Alex in Posse – Die Rache des Jessie Lee
- 1994: Alex Desir: als Glatzkopf in Handschrift des Todes
- 1994: Rick Marotta als Clubbesitzer in Handschrift des Todes
- 1995: Patrick Kilpatrick als Söldner #2 in Alarmstufe: Rot 2
- 1996: Tommy Lister Jr. als Türsteher in Barb Wire
- 1996: Richard Tyson als Besitzer des Stiffy's in Kingpin
- 1997: Vernon Dobtcheff als Aegyptius in Die Abenteuer des Odysseus
- 1997: Red West als Buddy Black in Der Regenmacher
- 1999: Jeff Doucette als Wütender Mann in Babylon 5: Der Fluss der Seelen
- 1999: Murphy Guyer als Detweiler in Rounders
- 1999: Allen Strange als Schuldirektor in Durchgeknallt
- 2009: Chari Anitschkin als Walter in Night Train
- 2009: Shirou Saitou als Inspektor Chelmey in Professor Layton und die ewige Diva

### Fernsehserien
- 1949–1957 (1991–1993): 8 Schauspieler in 8 Rollen in The Lone Ranger
- 1957–1966 (1990–1991): 9 Schauspieler in 9 Rollen in Perry Mason
- 1959–1973: 1 Schauspieler in 1 Rolle in Bonanza
- 1964–1970 (1989–1991): 1 Schauspieler in  Rolle in Daniel Boone
- 1964–1966 (1990): 1 Schauspieler in 1 Rolle in The Munsters
- 1965–1971 (1991–1994): 3 Schauspieler in 3 Rollen in Ein Käfig voller Helden
- 1966–1973: 1 Schauspieler in 1 Rolle in Kobra, übernehmen Sie
- 1967–1971: 1 Schauspieler in 1 Rolle in High Chaparral
- 1968–1980: 2 Schauspieler in 2 Rollen in Hawaii Fünf-Null
- 1972–1983: 3 Schauspieler in 3 Rollen in M*A*S*H
- 1976–1983: 1 Schauspieler in 1 Rolle in  Quincy
- 1977–1982: 4 Schauspieler in 4 Rollen in Lou Grant
- 1978–1991: 1 Schauspieler in 1 Rolle in Dallas
- 1980–1988: 1 Schauspieler in 1 Rolle in Magnum
- 1981–1991: 1 Schauspieler in 1 Rolle in Jim Bergerac ermittelt
- 1986–1995: 5 Schauspieler in 5 Rollen in Matlock
- 1987–1992: 2 Schauspieler in 2 Rollen in Jake und McCabe – Durch dick und dünn
- 1989–1998: 1 Schauspieler in 1 Rolle in Alle unter einem Dach
- 1989–2013: 1 Schauspieler in 1 Rolle in Agatha Christie’s Poirot
- 1989–1990: 1 Schauspieler in 1 Rolle in Spacecop L.A.
- 1989–1993: 3 Schauspieler in 3 Rollen in Zurück in die Vergangenheit
- 1989–1998: 3 Schauspieler in 3 Rollen in Seinfeld
- 1982–1998: 1 Schauspieler in 1 Rolle in Highlander
- 1993–2018: 4 Schauspieler in 4 Rollen in Akte X – Die unheimlichen Fälle des FBI
- 1993–1994: 2 Schauspieler in 2 Rollen in Cobra – Auf eigene Rechnung
- 1993–2001: 1 Schauspieler in 1 Rolle in Diagnose: Mord
- 1993–2004: 1 Schauspieler in 1 Rolle in Frasier
- 1993–1999: 1 Schauspieler in 1 Rolle in Star Trek: Deep Space Nine
- 1994–1998: 7 Schauspieler in 7 Rollen in Babylon 5
- 1994–2009: 24 Schauspieler in 24 Rollen in Emergency Room – Die Notaufnahme
- 1995–2005: 3 Schauspieler in 3 Rollen in JAG – Im Auftrag der Ehre
- 1996–2000: 5 Schauspieler in 5 Rollen in Allein gegen die Zukunft
- 1996–1997: 1 Schauspieler in 1 Rolle in Stargate – Kommando SG-1
- 1998–2003: 2 Schauspieler in 2 Rollen in Dawson’s Creek
- 1998–2000: 1 Schauspieler in 1 Rolle in Die glorreichen Sieben
- 2000–2001: 1 Schauspieler in 1 Rolle in Digimon 02
- 2002–2006: 1 Schauspieler in 1 Rolle in Everwood
- 2013–2020: 1 Schauspieler in 1 Rolle in Vikings